# الدوري الأمريكي لكرة السلة للمحترفين 1994–95
الدوري الأمريكي لكرة السلة للمحترفين 1994–95 (بالإنجليزية: 1994–95 NBA season)‏ هو موسم من الرابطة الوطنية لكرة السلة. أقيم خلال الفترة 4 نوفمبر 1994 وحتى 14 يونيو 1995، وأشرف على تنظيمه الرابطة الوطنية لكرة السلة، وفاز فيه هيوستن روكتس.